# Ilona Riedel-Spangenberger
Ilona Riedel-Spangenberger (* 5. November 1948 in Duisburg; † 16. Juli 2007 in Mainz) war eine deutsche Theologin. Sie war Professorin für Kirchenrecht, Staatskirchenrecht und Kirchliche Rechtsgeschichte an der Fakultät für Katholische Theologie der Theologischen Fakultät Trier und der Johannes Gutenberg-Universität Mainz.

## Biographie
Sie promovierte bei Horst Herrmann zum Dr. theol. an der Westfälischen Wilhelms-Universität Münster und in Rom zur Dr. iur. can.
Nach ihrem Studium der Katholischen Theologie, Klassischen Philologie und Philosophie von 1967 bis 1972 arbeitete sie als Dezernentin für kirchenrechtliche und ökumenische Fragen des Bistums Münster. Zugleich bekleidete sie ab 1982 auch eine Dozentur für Kirchenrecht an der Universität Osnabrück.
Ihre kirchenrechtliche Habilitation erfolgte 1988 in Trier, wo sie 1990 auch ihre erste ordentliche Professur für Kirchenrecht an der Theologischen Fakultät antrat. 1992 bis 1993 war sie zudem Dekanin der Theologischen Fakultät.
1996 erhielt sie den Ruf nach Mainz, wo sie seither den Lehrstuhl für Kirchenrecht, Staatskirchenrecht und Kirchliche Rechtsgeschichte innehatte. Zwischen 2003 und 2005 war sie dort zudem Prodekanin.
Von herausragender Bedeutung ist das von ihr maßgeblich konzipierte mitherausgegebene Lexikon für Kirchen- und Staatskirchenrecht.
Am 16. Juli 2007 verstarb Ilona Riedel-Spangenberger im Alter von 58 Jahren. 
Zu ihrem Schülerkreis zählen unter anderem der Würzburger Professor Heribert Hallermann, der Rota-Richter Markus Graulich sowie der Frankfurter Professor und Rektor der Hochschule St. Georgen Thomas Meckel.

## Mitgliedschaften, Vorsitze, Herausgeberschaften
- Ökumenischer Arbeitskreis evangelischer und katholischer Theologen in Deutschland
- Katholische Juristenarbeit Deutschlands (Vorsitz 1999 bis 2002)
- Theologische Sektion im Interdisziplinären Arbeitskreis Mediävistik (Sprecherin)
- Katholisch-Theologischer Fakultätentag (Vorsitz 1999 bis 2003)
- Mitherausgeberin der Reihe „Subsidia“ der Internationalen Gesellschaft für Theologische Mediävistik in Frankfurt am Main
- Begründerin und Herausgeberin der Reihe „Kirchen- und Staatskirchenrecht“ im Verlag Ferdinand Schöningh in Paderborn
- Mitglied des Deutschen Ökumenischen Studienausschusses
- Mitglied des Beirates der Görres-Gesellschaft zur Pflege der Wissenschaft

## Bibliographie (Auszug)
- Das Recht im Bistum Münster. Loseblattsammlung mit fortlaufenden Ergänzungslieferungen, Münster 1977.
- Richtlinien für die ökumenische Praxis, Münster 1977 (Nachdrucke in mehreren Diözesen; Neubearbeitung für die Deutsche Bischofskonferenz 1985, Arbeitshilfen Nr. 39).
- Die Trennung von Tisch, Bett und Wohnung (cc. 1128–1132 CIC) und das Herrenwort Mk 10,9. Eine Untersuchung zur Theologie und Geschichte des Kirchlichen Ehetrennungsrechts, Bern-Frankfurt-Las Vegas 1978 (Europäische Hochschulschriften Theologie, Bd. 102).
- Sendung in der Kirche. Die Entwicklung des Begriffs „missio canonica“ und seine Bedeutung in der kirchlichen Rechtssprache, Paderborn-München-Wien-Zürich 1991.
- Grundbegriffe des Kirchenrechts, Paderborn-München-Wien-Zürich 1992.
- Fundamente Europas. Christentum und europäische Identität, hg. v. Albert Franz und I. Riedel-Spangenberger, Trier 1995.
- Frauen in Gesellschaft, Kirche und Wissenschaft, Mainz 1998.
- Die Sakramente der Initiation in der kirchlichen Rechtsordnung: Università Pontificia Salesiana, Facoltá di Diritto Canonico, Roma 2000.
- Lexikon für Kirchen- und Staatskirchenrecht, hg. v. A. Frhr. v. Campenhausen, I. Riedel-Spangenberger, P. R. Sebott SJ, Bd. I, Paderborn-München-Wien-Zürich 2000.
- Die Aufhebung diktatorischer Unrechtsurteile, hg. v. I. Riedel-Spangenberger, Freiburg-Basel-Wien 2001 (Quaestiones disputatae 193).
- Lexikon für Kirchen- und Staatskirchenrecht, hg. v. A. Frhr. V. Campenhausen, I. Riedel-Spangenberger, P R. Sebott SJ, Bd. II, Paderborn-München-Wien-Zürich 2002.
- Leitungsstrukturen der katholischen Kirche. Kirchenrechtliche Grundlagen und Reformbedarf, hg. v. I. Riedel-Spangenberger, Freiburg-Basel-Wien 2002 (QD 198)
- Lexikon für Kirchen- und Staatskirchenrecht, hg. v. A. Frhr. v. Campenhausen, I. Riedel-Spangenberger, P. R. Sebott SJ, Bd. III, Paderborn-München-Wien-Zürich 2004.
- Rechtskultur in der Diözese. Grundlagen und Perspektiven, hg. v. I. Riedel-Spangenberger, Freiburg-Basel-Wien 2006 (QD 219)
- Edith Stein: Eine Untersuchung über den Staat, Einführung, Bearbeitung und Anmerkungen v. I. Riedel-Spangenberger, Freiburg, Basel, Wien 2006 (Edith-Stein-Gesamtausgabe Bd. 7)